# Louis Touchagues
Louis Touchagues, né le 28 avril 1893 à Saint-Cyr-au-Mont-d'Or dans le Rhône et mort le 20 juillet 1974 à Paris, est un artiste peintre, dessinateur, illustrateur, graveur, lithographe et décorateur français.

## Biographie
Second fils né du mariage à Saint-Cyr-au-Mont-d'Or d'André Touchagues (1860-1942), peintre-plâtrier, et de Marguerite Géry (1866-?), couturière. Élève de l'École nationale supérieure des beaux-arts de Lyon où il emporte plusieurs récompenses, Louis Touchagues arrive à Paris en 1923 pour exercer son métier de dessinateur-illustrateur dans plusieurs journaux illustrés (L'Art vivant, Paris-Journal, Les Nouvelles littéraires) et satiriques (Le Crapouillot, Le Charivari). Il sera également dessinateur parlementaire, délégué par les Beaux-Arts comme dessinateur à la première Conférence de la Paix ainsi qu'à l'arrivée du général de Gaulle à Paris.
Installé au 4, rue de la Saïda dans le 15e arrondissement de Paris, il illustre de nombreux livres de Colette, Sacha Guitry, Marcel Achard, Marcel Aymé, Georges Duhamel, Joseph Delteil, et se fait connaître au travers de trois albums (Femmes et Modèles, La Parisienne et Vagues à Saint-Tropez) comme le dessinateur de la femme. Il a comme modèle la toute jeune Jeanne et sera à l'origine de sa carrière par l'entremise de Michel de Brunhoff son ami. En tant que peintre, il expose aux côtés de Marc Chagall, Raoul Dufy, Ossip Zadkine, et Marie Laurencin.
Son goût pour la décoration le mène à réaliser des décors et costumes de théâtre pour ses amis lyonnais Henri Béraud et Marcel Achard, mais aussi des décors sur porcelaine pour Camille Le Tallec. Il travaille notamment pour Charles Dullin, au Théâtre de l'Atelier et pour Louis Jouvet à la Comédie-Française. Il réalise l'un des quatorze tableaux théâtraux, intitulé Place de la Concorde, du spectacle itinérant Le Théâtre de la Mode. Louis Touchagues sera également décorateur organisateur de grandes soirées. De ses travaux résulteront de nombreuses peintures murales et fresques, en lieux publics ou en collections particulières : les fresques de la chapelle de l'Ermitage du Mont Cindre à Saint-Cyr-au-Mont-d'Or, le plafond mobile du restaurant Lasserre qui est inauguré lors d'un gala particulier le 27 juin 1952, les verres peints pour les verrières du Musée d'art moderne de la ville de Paris. Il décore également le bar-fumoir de la Comédie-Française.
Il a aussi pris pour pseudonymes Chag et Chagues. Il joue son propre rôle dans le film Paris je t’aime de Guy Perol, sorti le 6 février 1963,.
Mort le 20 juillet 1974, Louis Touchagues repose au cimetière de Saint-Cyr-au-Mont-d'Or. Le musée Carnavalet conserve son portrait peint par Benn en 1967.

## Expositions

### Expositions collectives
- Salon lyonnais des beaux-arts, Lyon, 1910.
- Salon de l'Araignée, Paris, 1926.
- Lucien Boucher et Louis Touchagues, Galerie Nandette-Monthué, Paris, 1927[15].
- Exposition universelle, Paris, mai-novembre 1937[16].
- French Cancan de Tabarin hier et aujourd'hui, Galerie d'art du quartier Saint-Georges, 31, rue de Navarin, Paris, mars 1939.
- Salon d'automne, Paris, sociétaire en 1941[17].
- Salon des Tuileries, 1941[18], 1944[4].
- Un an de théâtre - 300 maquettes de décors et de costumes, musée de Grenoble, janvier 1942[19].
- Histoire de la France et École de Paris, Galerie Drouant, Paris, décembre 1962.
- Sacha Guitry et ses amis, Musée du Luxembourg, Paris, 1985.
- Hommage à Suzy Solidor, château-musée Grimaldi, Cagnes-sur-Mer, décembre 2007 - mars 2008[20].
- Les Insolites, Centre national du costume de scène, Moulins, janvier-mai 2011[21].
- Lyon et l'art moderne de Bonnard à Signac, 1920-1942, Musée Paul-Dini, octobre 2012 - février 2013[22].
- "Et maintenant, aux fesses !" - 170e anniversaire de la naissance de Paul Verlaine, bibliothèques-médiathèques de Metz, avril-juin 2014[23].
- Théâtres et cafés, peintures et décors (1840-1930), Musée Paul-Dini, octobre 2014 - février 2015[24].
- Habiller l'Opéra - Costumes et ateliers de l'Opéra de Paris, Centre national du costume de scène, Moulins, mai-novembre 2019[25].

### Expositions personnelles
- Galerie Katia Granoff, Paris, 1927.
- Louis Touchagues - Gouaches, Galerie Zak, Paris, 1930[26],[27].
- Louis Touchagues - Décors et costumes de théâtre, Galerie Louis Carré, Paris, avril 1941.
- Touchagues - Visages du demi-siècle, Musée du Périgord, Périgueux, juin 1972.
- Claude Robert, commissaire-priseur, trois ventes de l'atelier Louis Touchagues, Hôtel Drouot, Paris, 18 octobre 1976, 14 mars 1977 et 15 octobre 1979[28].
- Hommage à Louis Touchagues, Théâtre des Célestins, Lyon, novembre 1994 - janvier 1995.

## Réception critique
- « Un humour aux déformations fantastiques exprimé avec la fraîche ingénuité d'en enlumineur du moyen âge, tel ma paraît être l'art de Touchagues. Touchagues imagier moderne est assez romantique de 1930 pour aimer à la fois la rue du faubourg et la parade de foire, le rococo du Musée Grévin et l'usine. Dans son exposition de gouaches à la Galerie Zak; il faut particulièrement aimer son Bassin de la Villette et son Palais de la Méditerranée, décors opposés auxquels il a su rendre - par quelle magie ? - leur véritable poésie : la première semble joyeusement attendre une fête nautique, la seconde n'est qu'une mélancolique et fausse pâtisserie baignée de bleu, et aussi cette sorte d'usine où les têtes pressées les unes contre les autres semblent une marée noire vomie par un monstre aux mille bouches. » - Revue Art & Décoration[26]
- « Touchagues, qu'il m'est arrivé de comparer aux très gracieux modèles de Tanagra, est résolument un moderne et même un moderniste convaincu. Vous avez vu les paysages, les bouquets, les jeunes filles dont Touchagues fait le sujet de ses charmants ouvrages. C'est Saint-Tropez, l'œillet et l'anémone de nos jardins, la sœur de Brigitte Bardot et la consœur de Gina Lollobrigida. Vous ignorez pourtant combien de grâce, d'harmonie simple et puissante existent sous ces apparences que Touchagues, comme en se jouant avec autant de modestie que de distinction, dévoile pour nous réconcilier, en dépit de tout, avec la vie. » - Maximilien Gauthier[29]
- « Un graphisme aérien en parfait accord avec la frivolité du sujet, des stars de l'écran et des monstres sacrés de la scène jusqu'aux petits modèles de Montparnasse : un gracieux festival de jeunes filles en fleur, de nus, de baigneuses, et surtout de portraits de toutes les célébrités parisiennes des années 1930 croquées d'un crayon alerte. » - Gérald Schurr[30]
- « Robert Rey a écrit de Touchagues dessinateur : "Deux traits de rien du tout, un peu raides, de cette raideur qu'ont les bras et les jambes des toutes jeunes filles. Un petit lavage de lavis, et voilà que ces bras, ces jambes, ces bustes s'embrument de tulle et d'organdi, se gainent de velours et de faille". Les maîtres qu'interroge l'artiste sont Watteau, Fragonard, Constantin Guys et Toulouse-Lautrec.Peintre de la mode, il a été le portraitiste du Tout-Paris des années 1930. Vedettes du spectacle, de la ville ou de la politique ont posé pour lui. Mais, qu'il peigne Arletty ou Suzy Delair, il en fait avant tout un Touchagues. » - Dictionnaire Bénézit[3]

## Œuvres

### Œuvres d'illustration

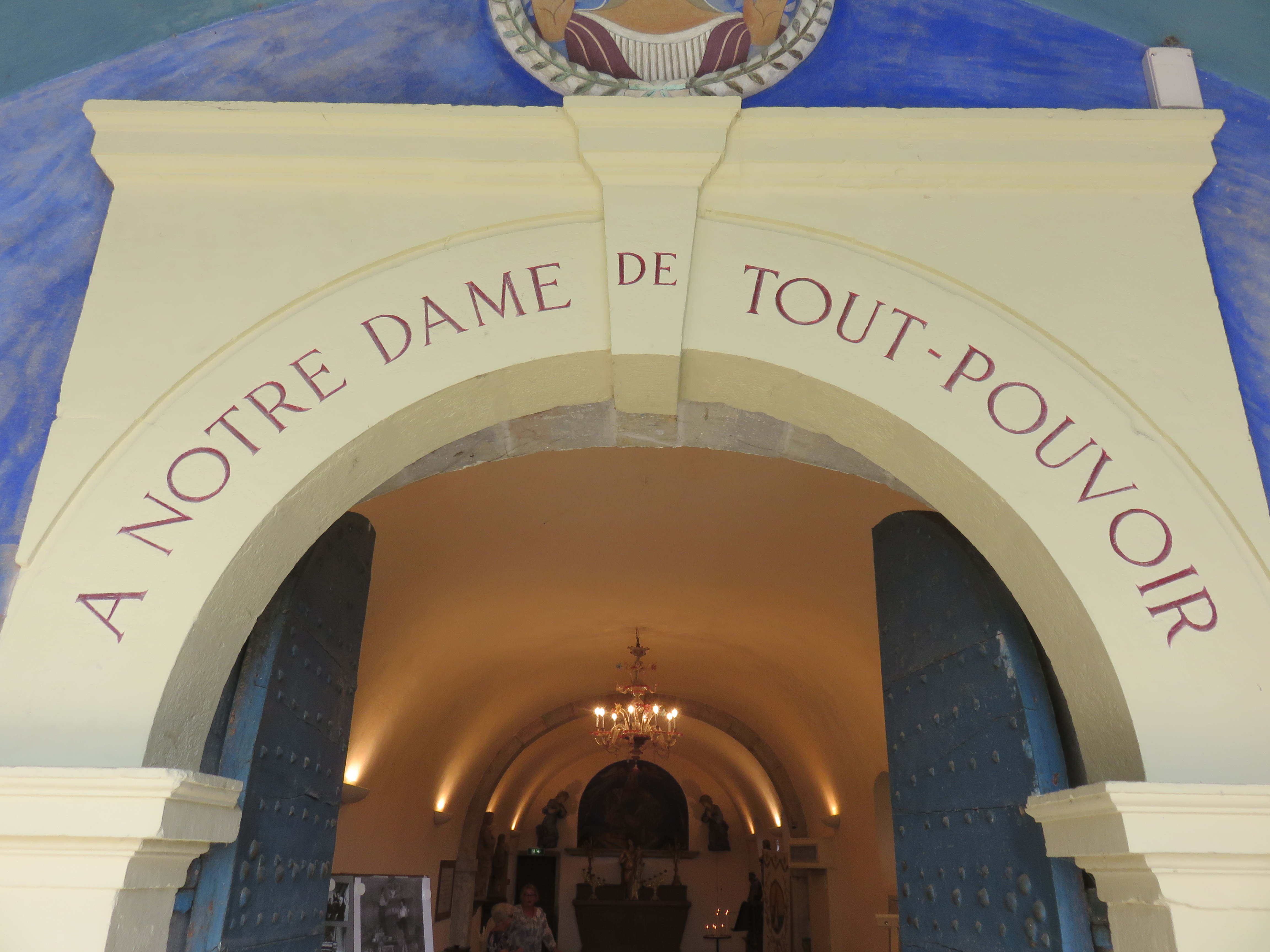
Mont Cindre, portail de la chapelle de l'Ermitage

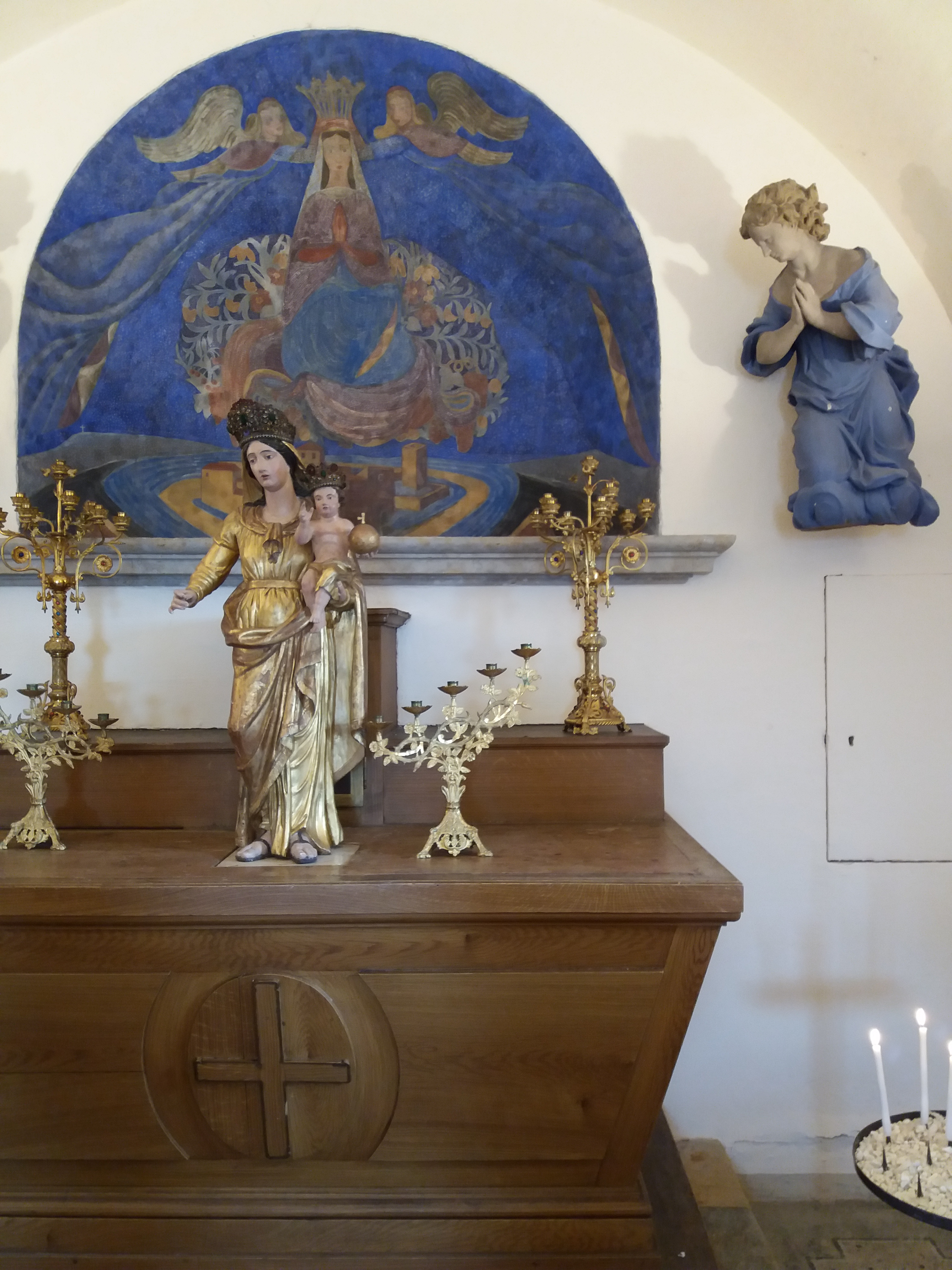
Mont Cindre, autel de la chapelle de l'Ermitage

- Joseph Delteil, Jeanne d'Arc, frontispice, 18 lithographies, 19 lettrines et 19 culs-de-lampe par Louis Touchagues (presses de l'atelier Mourlot), 425 exemplaires numérotés, Éditions Marcel Seheur, Paris, 1926.
- Jean Cassou, Frédégonde, Paris, éditions Pierre Trémois, coll. « La Galerie des Grandes Courtisanes » no 2, 1928.
- Prosper Mérimée, Le Carrosse du Saint-Sacrement, Paris, René Kieffer, 1928.
- André Salmon, Donat vainqueur des Panathénées du IIe arrondissement, 50 illustrations par Louis Touchagues, 721 exemplaires numérotés, André Delpeuch, 1928.
- Lord Byron, Le Pèlerinage de Childe-Harold, 8 eaux-fortes originales coloriées au pochoir par Louis Touchagues, 190 exemplaires numérotés, éditions M.-P. Trémois, Paris, 1930.
- Harold J. Salemson (en), Communisme de l'œil, 10 dessins hors texte de Louis Touchagues, Éditions Tambour, Paris, 1930.
- André Thérive, Supplément aux "Caractères ou mœurs de ce siècle de La Bruyère, gravures sur cuivre et dessins de Louis Touchagues, Éditions du Trianon, Paris, 1930.
- Jean de La Fontaine, Fables, éditions du Sagittaire, 1931.
- Titaÿna, La Japonaise, frontispice de Louis Touchagues, 150 exemplaires numérotés, collection « Elles », La nouvelle société d'édition, 1931.
- Michel Georges-Michel, Les Montparnos, éditions Arthème Fayard, 1933.
- Paris 1937, ouvrage collectif, dont : Léon-Paul Fargue, Montparnasse, avec gravures de Moïse Kisling et Louis Touchagues, 500 exemplaires numérotés, Imprimerie Daragnès pour la ville de Paris, 1937.
- Alphonse Daudet, Contes, Paris, Mame, 1938.
- Marcel Aymé, Les Bœufs, lithographies par Louis Touchagues (presses de l'atelier Mourlot frères), Gallimard, 1941.
- Marion Delba, Monsieur Durey, Denoël, 1943.
- Marcel Aymé, Femmes et modèles, 30 compositions par Louis Touchagues, 1.000 exemplaires numérotés, Denoël, Paris, 1944.
- Paul Verlaine, Chanson pour elle, 36 lithographies de Louis Touchagues, 238 exemplaires numérotés, Éditions du Bélier, 1944.
- Léon-Paul Fargue, Charmes de Paris, 50 lithographies in et hors texte (presses de l'atelier Mourlot) par Louis Touchagues, 370 exemplaires numérotés ou justifiés, Denoël, 1945.
- Longus, Daphnis et Chloé, 700 exemplaires numérotés, Paris, éditions du Bélier, 1945.
- Paul Éluard, Paul Valery, Colette, Charles Vildrac, André Billy, Alexandre Arnoux, Jean-Jacques Bernard, Harold Callender et Claude Aveline (préface du général Marie-Pierre Kœnig), Libération de Paris, frontispice de Jean-Gabriel Daragnès, gravure à l'eau forte et 2 dessins de Pablo Picasso, 4 eaux-fortes et 17 dessins d'André Dignimont, 4 eaux-fortes et 25 dessins de Louis Touchagues, 1.050 exemplaires numérotés, D. Lambusier, Paris, 1945.
- André Wurmser, Dictionnaire pour l'intelligence des choses de ce temps, Paris, éditions du Sagittaire, 1946, in-16°, XXVIII-118 p.
- Colette, Florie, 10 eaux-fortes de Louis Touchagues, 950 exemplaires numérotés, Éditions La Joie de vivre, Cap d'Antibes, 1946.
- Pierre Benoît, Koenigsmark, Monaco, 1946.
- Georges Duhamel, Souvenirs de la vie du Paradis, Éditions de l'Équipe, 1946.
- Louise Labé, Poésies de la belle cordière 15 eaux-fortes originales de Louis Touchagues, 1.370 exemplaires numérotés, Émile Chamontin, Paris, 1946.
- Marcel Aymé, La bonne peinture, eaux-fortes originales de Louis Touchagues, G. Grégoire, Paris, 1947.
- Michèle de Biran, Seuls à deux, 73 illustrations dont 11 hors texte, 32 culs de lampe et 11 lettrines par Louis Touchagues, 312 exemplaires numérotés, Les Éditions du Mouflon, 1947.
- Georges Courteline, Les femmes d'amis, illustrations dans et hors texte par Louis Touchagues, Nouvelle Librairie de France / Librairie Gründ, 1947.
- Pierre Louÿs, Les Aventures du Roi Pausole, 15 lithographies originales (atelier Mourlot), 3.000 exemplaires numérotés, Éditions du Livre, Monte-Carlo, 1947.
- Paul Verlaine, Odes en son honneur, Paris, éditions du Bélier, 1948.
- Jean Cocteau, Colette, Marcel Achard, Germain Nouveau, Louise de Vilmorin, Marcel Aymé et Guillaume Apollinaire, La femme sacrée, 9 illustrations par Jean Cocteau, Kees Van Dongen, Henri Matisse, Jean-Gabriel Daragnès, Christian Bérard, Leonor Fini, Abdré Dignimont, Marcel Vertès et Louis Touchagues, 2.000 exemplaires numérotés, Elle, Paris, 1948.
- François de Bondy, Framboise Pépin et ses environs, 12 aquatintes hors texte et 24 dessins dans le texte par Louis Touchagues, 300 exemplaires numérotés, Les Éditions nationales, Paris, 1948.
- Abbé Prévost, Histoire du chevalier des Grieux et de Manon Lescaut, frontispice et 100 gravures sur bois dont 18 hors texte par Louis Touchagues, 100 exemplaires numérotés, L'Image littéraire, Paris, 1949.
- Robert Rey, La Parisienne, Paris, De Valence, 1949.
- Sacha Guitry, Œuvres, Raoul Solar, Monte-Carlo, 1949-1950, 36 volumes, chacun en 2.985 numérotés, dont :
  - Histoires de France, illustrations de Roger Wild, Jean Gradassi, Galanis, Louis Touchagues, Guy Arnoux, Georges Lepape, Henri Jadoux.
  - Cinq comédies, illustrations de Michel Ciry, Pierre Brissaud, Roger Wild, Guy Arnoux, Louis Touchagues.
  - Mariette ou comment on écrit l'histoire, illustrations de Louis Touchagues.
  - Désiré, illustrations de Louis Touchagues.
  - Je t'aime, illustrations de Louis Touchagues.
- Colette, Paris de ma fenêtre, gravures sur cuivre (frontispice, 12 compositions hors texte en couleurs, 24 cuivres en noir dans le texte, 196 exemplaires numérotés, Éditions littéraires de France, Paris, 1951.
- Gustave Flaubert, L'Éducation sentimentale, 3 bandeaux et 13 illustrations hors texte par Louis Touchagues, 2.500 exemplaires numérotés, Les Éditions nationales, Paris, 1951.
- Jean-Pierre Dorian, Jours et nuits à Paris, 16 compositions en couleurs par Louis Touchagues, 986 exemplaires numérotés, Les Éditions mondiales, Paris, 1953.
- Louis Touchagues, En dessinant l'époque, illustrations de l'auteur, Éditions Horay, Paris, 1954.
- Louis-Charles Royer, L'alcôve des dames galantes, illustrations de Louis Touchagues, Les Éditions de Paris, Paris, 1954.
- Geneviève Gennari, L'Étoile Napoléon, P. Horay, Paris, 1954.
- Maria Pia de Saxe-Cobourg Bragance, Mémoires d'une infante vivante, Paris, Éditions mondiales Del Duca, 1957.
- Louis Touchagues (préface de Maximilien Gauthier), Vagues à Saint-Tropez, texte, 58 dessins et aquarelles de Louis Touchagues, 150 exemplaires numérotés, Imprimerie de G. Soulas, Paris, 1962.
- Pierre Lyautey et Raymond Cogniat, L'Histoire de France, 4 volumes avec illustrations hors texte de Paul Aïzpiri, Louis Berthomme Saint-André, Bernard Buffet, Christian Caillard, Roger Chapelain-Midy, Michel Ciry, Lucien Coutaud, André Dignimont, Lucien Fontanarosa, Michel de Gallard, Édouard Goerg, André Hambourg, Jean Jansem, Édouard Georges Mac-Avoy, André Minaux, Clément Serveau, Kostia Terechkovitch, Louis Touchagues et Pierre-Yves Trémois, Club du livre, Philippe Lebaud, 1963.
- Louis Amade, L'éternité + un jour, couverture de Louis Touchagues, Seghers / Imprimerie de Sarcelles, 1966.
- Vingt fables de La Fontaine (sous la direction de Jean Cassou, au profit de la Croix-Rouge française), lithographies originales par Yves Alix, Alexander Calder, Cassandre, Jules Cavaillès, Antoni Clavé, Paul Colin, Lucien Coutaud, Salvador Dali, Hermine David, André Dunoyer de Segonzac, Valentine Hugo, Félix Labisse, Jacques Lagrange, André Marchand, Édouard Pignon, Dom Robert, Georges Rohner, Marc Saint-Saëns et Louis Touchagues, 41 exemplaires numérotés, Éditions C. de Acevedo, 1966.
- Maurice Maeterlinck, L'Oiseau bleu, Paris, Éditions du Compagnonnage, 1961, et Éditions Rombaldi-Éditions du Compagnonnage, collection des pris Nobel de littérature, 1968.
- Jean Berthet, Poésiépures, 1955-1966, illustrations de Louis Touchagues, 1.000 exemplaires numérotés, Les Cahiers du mouton bleu, Paris, 1968.
- André Maurois, Œuvres, 5 volumes illustrés par André Dunoyer de Segonzac, Gabriel Dauchot, Louis Touchagues, Emili Grau i Sala, Pierre de Tartas et Éditions Rombaldi, 1969.

### Décors et costumes de scènes
- Celui qui vivait sa mort de Marcel Achard, mise en scène de Charles Dullin, Théâtre de l'Atelier, Paris, 1923.
- Huon de Bordeaux de Alexandre Arnoux (musique d'Alexandre Tansman), mise en scène de Charles Dullin, Théâtre de l'Atelier, Paris, 1923.
- Monsieur de Pygmalion de Jacinto Grau (es), mise en scène de Charles Dullin, Théâtre de l'Atelier, Paris, 1923.
- Le Camelot de Roger Vitrac, mise en scène de Charles Dullin, Théâtre de l'Atelier, Paris, 1923.
- Le Faiseur de Honoré de Balzac, Théâtre de l'Atelier, Paris, 1935.
- Un chapeau de paille d'Italie d'Eugène Labiche, mise en scène de Gaston Baty, Comédie-Française, Paris, 1938.
- Un garçon de chez Véry d'Eugène Labiche, mise en scène de Gaston Baty, Théâtre Montparnasse, 1938.
- Tricoche et Cacolet de Ludovic Halévy, mise en scène de Gaston Baty, Théâtre Montparnasse, 1938.
- Le Mariage de Figaro de Pierre-Augustin Caron de Beaumarchais, mise en scène de Charles Dullin, Comédie-Française, Paris, 1939.
- Comédie en trois actes de Henri-Georges Clouzot, mise en scène de Pierre Fresnay, Théâtre de la Michodière, 1941, puis Théâtre de l'Athénée, 1942.
- La Malade imaginaire de Molière, mise en scène de Jean Meyer, Comédie-Française, Paris, 1944.
- Les Précieuses ridicules de Molière, mise en scène de Robert Manuel, Comédie-Française, Paris, 1947
- Savez-vous planter des choux ? de Marcel Achard, mise en scène de Pierre Fresnay, Théâtre de la Michodière, Paris, 1947
- Cinéma de René Jeanne (livret) et Louis Aubert (musique), chorégraphie et mise en scène de Serge Lifar, Opéra Garnier, Paris, mars 1953

### Articles de presse
- Louis Touchagues, « Chez Henri Matisse », Paris-Journal, 25 janvier 1924

## Acteur de cinéma
Louis Touchagues a également eu une petite carrière cinématographique, jouant un figurant dans l'Entr'acte, un court métrage surréaliste de René Clair datant de 1924, dans Donne-moi tes yeux de Sacha Guitry en 1943 et Paris je t'aime de Guy Férol en 1963.

## Collections publiques

### France
- Musée Toulouse-Lautrec, Albi.
- Château-musée Grimaldi, Cagnes-sur-Mer, Suzy Solidor, dessin[20].
- Musée Antoine-Vivenel, Compiègne.
- Musée Eugène-Boudin de Honfleur, 67 dessins.
- Musée des Beaux-Arts de Lyon.
- Centre national du costume de scène, Moulins, costume pour Cinéma, Opéra Garnier, 1953[25].
- Musée des Beaux-Arts de Nice.
- Bibliothèque et musée de l'Opéra de Paris.
- Bar-fumoir de la Comédie-Française, Paris.
- Bar du Théâtre de l'Odéon, Paris, fresques murales[32].
- Musée national d'Art moderne, Paris.
- Centre Georges-Pompidou, Paris.
- Musée d'Art moderne de la ville de Paris.
- Musée du Petit Palais, Paris.
- Musée Bourdelle, Paris.
- Musée Carnavalet, Paris, Loteries de jadis et d'aujourd'hui, affiche lithographique, 1943[33].
- Station de métro Franklin D. Roosevelt, Paris, panneau en gemmail.
- Musée d'art et d'archéologie du Périgord, Périgueux.
- Musée Paul-Dini :
  - Monts d'Or au coucher du soleil, peinture sur paravent, 1915[34].
  - 6 œuvres graphiques, donation Association des amis de Louis Touchagues[35].

### Étranger
- Maryhill Museum of Art, Maryhill (Washington) (en), États-Unis, La rue de la Paix et la Place Vendôme, décor pour Le Théâtre de la Mode.
- Musée du Chiado, Lisbonne, Portugal
- Royal Collection, Londres, Royaume-Uni
- Victoria and Albert Museum, Londres, Royaume-Uni

## Collections privées
- Serge Lifar[36].
- André Villeboeuf[37].

## Prix et distinctions
- Officier de la Légion d'honneur, 1948[3].

## Postérité
Une association, créée en 1993, ayant pour but de « redonner à l'œuvre du peintre Louis Touchagues, (sa) place méritée dans le patrimoine artistique de la France », a mis en œuvre, au Mont Cindre, la restauration de la fresque du porche de la chapelle de l'Ermitage en 1998, puis de celle au-dessus de l'autel en 2002.